# Tonometrija
Tonometrija je neinvazivna metoda merenje očnog ili intraokularnog pritiska (IOP), koja se primenjuje u sklopu standardnog oftamološkog pregleda ili kod sumnje na razvoj određenih očnih bolesti, poput glaukoma, kod kojih je došlo narušavanja dinamičke ravnoteže stvaranja i oticanja očne vodice. U kliničkim uslovima za merenje IOP koriste se isključivo indirektne metode. Ovim metodama IOP se određuje na osnovu intenziteta sile koji je potreban da se izvrši određena
deformacija rožnjače.

## Intraokularni pritisak
Iz fiziologije oka poznato je da je intraokularni pritisak (IOP) rezultat dinamičke ravnoteže stvaranja i oticanja očne vodice. Uslovljen je homeostatski
regulisanim odnosom između produkcije i eliminacije očne vodice. 
Iz patofiziologije je poznato da povišeni IOP predstavlja najznačajniji faktor rizika od nastanka glaukoma, a dugo se smatralo da je on i jedini uzrok nastanka oštećenja kod glaukoma. Povišen IOP je značajan faktor 
- rizika od konverzije okularne hipertenzije u primarni glaukom otvorenog ugla,
- važan parametar u progresiji ispada u vidnom polju u glaukomu otvorenog ugla i
- neophodan parametar u dijagnozi okularne hipertenzije i normotenzivnog glaukoma.

Sve ovo ukazuje na veliki značaj utvrđivanja (merenja) tačnih vrednosti IOP, primenom tonometrije.

## Vrste tonometara
Indentaciona tonometrija — Šiaocova tonometrija
Na principu indentacione tonometrije, kod koje klip na koji je već okačen teg, indentira rožnjaču, zasniva se na primeni Šiaocove tonometarije. Veličina indentacije meri se skalom, a očitane vrednosti se pretvaraju u milimetre živinog stuba pomoću posebne tabele. 
Ovaj aparat se za sada retko upotrebljava, jer ima manu da pri merenju sa njim nastaju grešaka u samim instrumentima, greške usled kontrakcije ekstraokularnih mišića uzrokovane akomodacijom, okularnom rigidnošću, varijacijom zapremine očne jabučice kao i greške u očitavanju skale. U normalnim uslovima, opseg greške dobrog Schiotz-ovog tonometra je ± 2 mmHg kod normalnih vrednosti i ± 4 mmHg kod povećanih vrednosti.
Goldmanov aplanacioni tonometar
Hans Goldmann i Theo Schmidt 1957. godine, uveli su u oftalmološku dijagnstiku Goldmann-ovu aplanacionu tonometriju (GAT), kao metodu aplanacione tonometrija zasnovane na na Immbert-Fick-ovom principu, po kojem je za idealno suvu sferu tankog zida pritisak u sferi (P) jednak sili (F) potrebnoj da se zaravni deo površine sfere, podeljenoj površinom (A) zaravnjenog dela, po obrascu.
P = F/A
Intraokularni pritisak je proporcionalan pritisku koji se vrši na bulbus (u praksi – na rožnjaču) i debljini zidova bulbusa (tj. debljini rožnjače koja je varijabilna). 
Ljudsko oko, međutim, nije idealna sfera, a rožnjača je kruta i protivi se zaravnjivanju. Kapilarno privlačenje meniskusa suza, s druge strane, pokazuje sklonost ka povlačenju glave tonometra prema rožnjači. Kornealna krutost i kapilarno povlačenje međusobno se poništavaju kada izravnati deo površine rožnjače (7,35 mm²) ima prečnik od 3,06 mm, kao sto je slučaj kod GAT.
Goldmanov tonometar je vrlo precizan tonometar sa promenljivom silom, čija upotreba zahteva primenu lokalnog anestetik i fluoresceina, koji se ukapava u konjuktivalni sakus. 
Pascal-ov dinamički konturni tonometar
Pascal-ov dinamički konturni tonometar (DCT) prvi put se pojavio se 2002. godine, a komercijalno je bio dostupan od 2004. godine. Njegov nastanak vezan je za ideju da se osmisli aparat za neinvazivno merenje IOP koje bi bilo relativno nezavisno od interindividualnih varijacija kornealne biomehanike čime bi se možda trebal prevazići problem debljine rožnjače.
 

Po svojoj konstrukciji tonometar je neaplanirajući, biomikroskopski kontaktni tonometar, čiji se princip rada zasniva se na konturnom slaganju koje ne meri IOP silom koja deluje na fiksnu površinu, već direktno izračunava dinamičke pulsativne fluktuacije u IOP koristeći pizoelektrični senzor za pritisak ugrađen u vrh instrumenta. 
Pascalov dinamički konturni tonometar ima konturisani tonometrijski vrh koji služi za poklapanje sa konturom rožnjače. Radijus zakrivljenosti vrha je 10,5 mm, a kontaktna površina je prečnik oko 7 mm. Piorezistivni senzor za pritisak približnog prečnik 1,2 mm integrisan je u površinu konture, omogućujući transkornealno merenje pritiska u prednjoj očnoj komori. Vrh instrumenta je nakačen na kućište, slično onom u GAT, koje proizvodi konstantnu aplikacionu silu od jednog grama. Senzor za pritisak generiše električni signal čija se voltaža digitizuje analogno-digitalnim konverterom sa dinamičkim opsegom od 12 bita. Merenja IOP su u 100 Hz, a onda se ti podaci kompjuterizuju u rezoluciji od 0,1 mmHg.
Za merenje, potrebno je prethodno anestezirati rožnjaču, a navlaka koja se stavlja na glavu tonometra menja se za svakog novog bolesnika. Potrebno je da se za adekvatno merenje uradi najmanje 5 kardijalnih ciklusa (5–8 ciklusa). Kada se uradi adekvatno merenje, na displeju se pojavljuje vrednost IOP (dijastolni pritisak) i vrednosti amplitude okularnog pulsa (OPA) u mmHg. 
Vrednosti OPA vide se na ekranu kao razlike u vrhovima srednjeg sistolnog IOP i srednjeg dijastolnog IOP u mmHg. Ako se vrednost OPA doda dijastolnom intraokularnom pritisku, dobijena suma je sistolni IOP. Iako je značaj OPA nejasan, postoje pretpostavke da niske vrednosti koreliraju sa slabom okularnom perfuzijom što je mogući faktor rizika od progresije oštećenja vidnog polja. Nasuprot tome, pokazano je da se OPA smanjuje nakon trabekulektomije, što može biti koristan prognostički parametar za uspešnu dugoročnu kontrolu IOP.
Konačno očitavanje na DCT digitalnom ekranu predstavlja Q-vrednost, broj od 1–5 koji pokazuje kvalitet podataka. Jedan je optimalno, 2 i 3 su prihvatljivi, a 4 i 5 su neprihvatljivi i moraju biti odbačeni. Prema iskustvu, potrebno je dugo vreme obučavanja za ujednačeno dobijanje Qvrednosti manjih od 4 i najbolje je vežbati na bolesnicima koji su sposobni da sede mirno i fiksiraju pogled.

U odnosu na GAT, DCT nema prednosti za normalne ili deblje rožnjače, ali je precizan kod bolesnika sa tankom rožnjačom ili kod bolesnika kod kojih je rađena kornealna refraktivna hirurgija. Merenje IOP pomoću DCT traje duže u odnosu na merenje pomoću GAT i DCT je skuplji za upotrebu jer je navlaka za jednokratnu upotrebu (mora se baciti posle svakog korišćenja). 
Pascal-ov dinamički konturni tonometar je korisna kao dopuna za GAT zato što možda prevazilazi problem debljine rožnjače, posebno kod keratokonusa, keratoglobusa, kod rožnjača sa visokim astigmatizmom, pri merenju IOP nakon refraktivne hirurgije rožnjače, kao i kod rožnjače izmenjene različitim vrstama povreda (hemijska, termička ili mehanička), što čini DCT veoma obećavajućom tehnologijom. Ostaje da se vidi da li će DCT prevazići GAT kao metod izbora za merenje IOP.
Tono-Pen tonometar
Tono-Pen je ručni, prenosivi kontaktni tonometar koji se napaja baterijama. Aparat se sastoji od:
- Centralnog klipa prečnika 1,02 mm koji je pokretan.
- Vrha sonde koja sadrži pretvarač kojim se meri primenjena sila (pretvaranjem u odgovarajući električni napon).
- Mikroprocesora koji analizira krivu odnosa napona koji generiše pretvarač tokom indentacije rožnjače prema vremenu da bi se izračunao IOP.

Primena ovog instrumenta dobro korelira sa GAT, mada on malo precenjuje niske IOP, a potcenjuje visoke IOP. Glavna prednost je sposobnost da meri IOP kod očiju sa distorzijom i edemom rožnjače kao i kroz bandažno kontaktno sočivo.
Primenjuje se tako što se, nakon anestezije rožnjače, Tono-Pen aparat postavlja sna centralni deo rožnjače. Pritiskivanjem vrha instrumenta na rožnjaču aktivira se merač sile koja se javlja da bi se izvršila aplanacija centralne rožnjače. Kada se aparat postavi pravilno, javi se zvučni klik koji označava merenje. 
Tokom merenja potrebno je blago pomerati aparat po rožnjači dok se ne dobije 6–10 merenja, čija se srednja vrednost izračunava automatski i očitavaju na digitalnom displeju. Takođe, na displeju se prikazuju varijable između najvećeg i najmanjeg merenja. Vrh aparata u cilju sprečavanja infekcije oka menja se za svakog novog bolesnika.
Bezkontaktni tonometar
Bezkontaktni tonometar – „duvač vazduha“ (air puff), ranih 70-ih godina 20. veka u oftalmološku dijagnostiku uveo je Grolman. Ovaj tonometar radi po principu aplanacije prednje površine rožnjače, ali umesto da se u tu svrhu upotrebi prizma, centralni deo rožnjače se zaravnjuje mlazom vazduha. Vreme potrebno da se dovoljno zaravni rožnjača direktno je povezano sa nivoom IOP. 
Kada se na rožnjaču usmeri mlaz vazduha, on je deformiše, aplanira i rožnjača se u tom trenutku ponaša kao ravno ogledalo, reflektujući zrake ka detektoru. Kada se postigne maksimalna detekcije svetlosti,a rožnjača postaje potpuno aplanirana, instrument sam isključuje vazdušni mlaz. Instrument se jednostavno i lako koristi, a prilikom upotrebe nema potrebe za lokalnom anestezijom, te je naročito koristan za skrining koji sada mogu izvoditi i osobe koje nisu oftalmolozi.

## Spoljašnje veze
- Tonometry - WebMD (језик: енглески)

|  | Molimo Vas, obratite pažnju na važno upozorenje u vezi sa temama iz oblasti medicine (zdravlja). |